# Steinburg
Steinburg é um distrito (kreis ou landkreis) da Alemanha localizado no estado de Schleswig-Holstein.

## Cidades e municípios
Populações em 31 de dezembro de 2006:
| Cidades: 1. Glückstadt (11.734) 2. Itzehoe * (32.982) 3. Wilster * (4425) |

Estas cidades são chamadas Amtsfreie Städte por não pertencerem a nenhum Amt (vide abaixo). As cidades indicadas por asterisco (*) são sedes de um Amt.
Ämter (singular: Amt; português: ofício, escritório, secretaria), e seus municípios membros:
| - 1. Breitenburg [sede: Breitenburg] 1. Auufer (132) 2. Breitenberg (388) 3. Breitenburg (1076) 4. Kollmoor (32) 5. Kronsmoor (192) 6. Lägerdorf (2661) 7. Moordiek (122) 8. Münsterdorf (1920) 9. Oelixdorf (1670) 10. Westermoor (386) 11. Wittenbergen (186) - 2. Horst-Herzhorn [sede: Horst] 1. Altenmoor (273) 2. Blomesche Wildnis (709) 3. Borsfleth (831) 4. Engelbrechtsche Wildnis (928) 5. Herzhorn (1098) 6. Hohenfelde (952) 7. Horst (5185) 8. Kiebitzreihe (2255) 9. Kollmar (1717) 10. Krempdorf (257) 11. Neuendorf b. Elmshorn (916) 12. Sommerland (848) - 3. Itzehoe-Land [sede: Itzehoe] 1. Bekdorf (95) 2. Bekmünde (151) 3. Drage (258) 4. Heiligenstedten (1674) 5. Heiligenstedtenerkamp (741) 6. Hodorf (227) 7. Hohenaspe (2085) 8. Huje (262) 9. Kaaks (436) 10. Kleve (606) 11. Krummendiek (81) 12. Lohbarbek (750) 13. Mehlbek (439) 14. Moorhusen (87) 15. Oldendorf (1214) 16. Ottenbüttel (755) 17. Peissen (304) 18. Schlotfeld (235) 19. Silzen (181) 20. Winseldorf (311) | - 4. Kellinghusen [sede: Kellinghusen] 1. Brokstedt (2208) 2. Fitzbek (372) 3. Hennstedt (608) 4. Hingstheide (74) 5. Hohenlockstedt (6224) 6. Kellinghusen, cidade (8070) 7. Lockstedt (177) 8. Mühlenbarbek (327) 9. Oeschebüttel (211) 10. Poyenberg (425) 11. Quarnstedt (420) 12. Rade (100) 13. Rosdorf (377) 14. Sarlhusen (507) 15. Störkathen (100) 16. Wiedenborstel (7) 17. Willenscharen (149) 18. Wrist (2510) 19. Wulfsmoor (393) - 5. Krempermarsch [sede: Krempe] 1. Bahrenfleth (608) 2. Dägeling (994) 3. Elskop (148) 4. Grevenkop (331) 5. Krempe, cidade (2428) 6. Kremperheide (2564) 7. Krempermoor (552) 8. Neuenbrook (682) 9. Rethwisch (592) 10. Süderau (783) | - 6. Schenefeld [sede: Schenefeld] 1. Aasbüttel (104) 2. Agethorst (208) 3. Besdorf (242) 4. Bokelrehm (147) 5. Bokhorst (135) 6. Christinenthal (52) 7. Gribbohm (488) 8. Hadenfeld (114) 9. Holstenniendorf (409) 10. Kaisborstel (79) 11. Looft (386) 12. Nienbüttel (148) 13. Nutteln (295) 14. Oldenborstel (126) 15. Pöschendorf (242) 16. Puls (603) 17. Reher (774) 18. Schenefeld (2483) 19. Siezbüttel (68) 20. Vaale (1286) 21. Vaalermoor (151) 22. Wacken (1858) 23. Warringholz (300) - 7. Wilstermarsch [sede: Wilster] 1. Aebtissinwisch (55) 2. Beidenfleth (930) 3. Brokdorf (1.061) 4. Büttel (47) 5. Dammfleth (330) 6. Ecklak (359) 7. Kudensee (155) 8. Landrecht (148) 9. Landscheide (243) 10. Neuendorf-Sachsenbande (493) 11. Nortorf (888) 12. Sankt Margarethen (984) 13. Stördorf (119) 14. Wewelsfleth (1602) |

## História
- Até 29 de fevereiro de 2008, Moordorf era um município membro do Amt de Breitenburg. A partir de 1 de março de 2008, foi incorporado ao município de Westermoor, também membro do Amt de Breitenburg.